# Kanał Volkmanna
Kanał Volkmanna (ang. Volkmann's canal, łac. canalis Volkmanni), kanał odżywczy (ang. nutrient foramen, łac. canalis nutricius) – mikroskopowy przewód wewnątrz istoty zbitej tkanki kostnej drobnowłóknistej. Jest on ustawiony prostopadle do powierzchni kości i jej osi długiej oraz łączy się z kanałami Haversa. Od zewnętrznej strony otwiera się otworem odżywczym (foramen nutricium). Do kanałów Volkmanna wnikają od strony okostnej lub śródkostnej naczynia krwionośne odżywiające kość i łączące się z naczyniami w kanałach Haversa.